# 千村良重
千村 良重（ちむら よししげ）は、安土桃山時代から江戸時代前期にかけての武将。
元は木曾氏の重臣であったが、木曾義利が改易となった後は浪人となり、関ヶ原の戦い直前に徳川家康に召し出されて東軍に加わり戦功を挙げて4,600石の旗本(交代寄合)となった。
大坂の陣後に尾張藩の付属とされたが、江戸幕府にも仕え両属となった。尾張藩木曾衆の千村平右衛門家の初代。

## 木曽氏の支流
永禄9年（1566年）、千村家政の次男として誕生。
政勝(掃部助)という兄が居たが、19歳の時に贄川の砦で戦死したため、良重が千村家を嗣いだ。

### 木曾氏に従い下総に移る
天正18年（1590年）、主家の木曾義昌は、家康の関東移封に伴って下総国の網戸(阿知戸)に移封することとなり、同年下総国三川村に到着、東園寺に居住し、芦戸地域を整備し、天正19年（1591年）3月、芦戸城（阿知戸）に入った。
12月には、千村氏・山村氏・馬場氏ら木曾氏の重臣も移住し、芦戸城の西南には千村良重と馬場昌次の屋敷が、東南には山村良勝の屋敷が配置され、城の南には市場を開けるように町作りが計画された。
天正18年（1590年）12月12日、良重は、下総国 十日市・蛇園700石の知行と箕広66貫文の代官職を宛行われた。
義昌の没後は木曾義利に仕えたが、木曽義利が叔父の上松義豊を惨殺するなどの不行状によって、
慶長5年（1600年）に木曾氏が改易されると、千村氏・山村氏・馬場氏は浪人となり、下総の佐倉で暮らした。

## 東濃の戦いでの活躍
同年の関ヶ原の戦いでは徳川家康に召し出されて東軍に属し、かつて同じく木曾氏の重臣であった山村良勝と共に中山道進軍の先導役となった。
各地に離散中の元木曾氏の一族や家臣に味方になるように呼びかけ、8月12日に贄川の砦の中に居た千村次郎衛門重照・原図書助・三尾将監長次を内応させて砦を突破し、豊臣方に抑えられていた木曽谷全域を奪還して美濃国苗木城と岩村城を攻めて武功を挙げた。(東濃の戦い)

## 江戸幕府の交代寄合となる
これらの功績により、千村平右衛門良重は幕府の交代寄合となり、美濃国内の美濃国の恵那郡・土岐郡・可児郡における4,600石を知行地とし、信濃伊那郡の天領11ヶ村(上伊那の榑木買納め5ヶ村、下伊那の榑木割納め6ヶ村)を預地とした。また天竜川流域の信州・遠州船明山榑木奉行も務めた。
美濃国可児郡久々利村の千村陣屋を本拠地として、名古屋では武平町筋北端と、江戸は芝(将監橋)に屋敷を与えられ、その他としては信濃伊那郡の天領の預地を支配するために、現在の長野県飯田市にも陣屋を構えた。
良重の弟 千村藤右衛門政利は　300石、良重の従弟 千村助右衛門重次は　700石、千村次郎衛門重照は　600石を与えられて尾張藩に仕えて、久々利村に屋敷を与えられ久々利九人衆の一員となった。

## 大坂の陣での活躍
大坂の陣において、冬の陣では妻籠の関所や信濃飯田城の守備を務め、夏の陣では天王寺口の戦いに参戦した。

## 尾張藩と江戸幕府の両属となる
元和元年（1615年）、大坂の陣終結後に江戸城への帰途、名古屋城に立寄った家康は、千村平右衛門良重と山村甚兵衛良勝を召し出し、木曽を尾張藩に加封する旨を申し渡した。
千村平右衛門良重は、木曽と隔たった信濃伊那谷と遠江北部にも所管地を有するため、尾張藩の専属になることをなかなか承知しなかった。徳川義直は、同家が木曾衆を代表する家柄だけに、なんとしてでも尾張藩専属を果たそうとして兄の将軍徳川秀忠に対し、尾張藩に属するよう命じられたいと談判に及んだ。結局、元和5年（1619年）、徳川秀忠の命令で幕府直臣（表交代寄合並）として信州伊那郡の天領の預地の支配と、遠州船明山榑木奉行のままで尾張藩の附属となった。
千村平右衛門良重は、信州遠州預地の管理をどうするかと老中を通して将軍に伺いを立てた。これに対しては今後も支配するように、との上意が下された。
そこで千村平右衛門良重は、信濃管地は従来どおりとし、遠州奥の山を返上する代りに同国の船明村（現在の静岡県浜松市天竜区）の榑木改役を務めたい、と願い許可された。
尾張藩付属の千村平右衛門家だが、同時に幕府の役職をも兼ねたため、実質的には幕府と尾張藩の両属的な立場となった。
寛永7年（1630年）、死去。享年65。子・重長が千村平右衛門家の家督を継いだ。

## 知行所

### 美濃国恵那郡における知行所
- 落合村　240石2斗5合
- 駒場村　772石
- 千旦林村　
  - 本郷　100石
  - 辻原　26石3斗1升
- 茄子川村　125石
- 正家村　400石

### 美濃国土岐郡における知行所
- 日吉村
  - 深沢　150石
  - 田髙戸　9石5斗
  - 志月　4石
- 大湫村　54石9斗1升
- 寺河戸村
  - 一日市場　25石1斗

### 美濃国可児郡における知行所
- 御嵩上之郷　
  - 小和沢　56石
  - 宿 　222石
  - 中切　491石5斗4升
  - 綱木　65石4斗1升2合
- 久々利村　
  - 久々利　400石
- 比衣村　469石1斗
- 大森村　848石7斗8升
- 伊岐津志村　150石

### 信濃国伊那郡における幕府の預地
- 小野村　1030石3斗0升5合054
- 中坪村　580石4斗3升7合012
- 野口村　899石8斗6升6合028
- 八手村　398石5斗7升9合987
- 大河原村　479石5斗7升2合998
- 鹿塩村　450石5斗5升2合002
- 清内路村　154石9斗4升4合
- 加々須村　178石7斗0升5合994
- 南山村　656石2斗1升0合999
- 小川村　1251石0斗0升0合977
- 上穂村　207石6斗5升3合

## 関連寺院
- 福昌寺 (中津川市)　千村良重が開基した寺院
- 東禅寺 (可児市)　　千村平右衛門家の菩提寺

## 関連リンク
- 千村家素描 木曾千村家之家系